# リュ・ジュンヨル
リュ・ジュンヨル（朝: 류준열、1986年9月25日 - ）は、韓国の俳優。京畿道水原市出身。身長183cm、体重70kg。水原大学校演劇科卒業。CｰJeSエンターテインメント所属。

## 人物・来歴
教育大学への進学を目指していたある日、勉強をしているうちに立ったまま眠ってしまい、「これは自分の道ではない」と思い、俳優の道に進んだ。浪人を経て水原大学校演劇映画科に入学し、2007年から2009年まで公益勤務要員として服務した後に本格的に俳優となった。無名俳優時代は数多くのアルバイトを経験し、映画『ベテラン』では出演者ではなく車両を統制するスタッフとして働きエンディングクレジットされ、SHINeeのコンサートでグッズ販売のアルバイトをしていた事もある。
2015年、映画『ソーシャルフォビア』の演技で注目を集めると、大ヒットドラマ『恋のスケッチ〜応答せよ1988〜』のジョンファン役でブレイク。翌2016年には『運勢ロマンス』で地上波ドラマの主演に抜擢される。
2017年、その年韓国で大ヒットを記録した映画『ザ・キング』『タクシー運転手 約束は海を越えて』にそれぞれキーマンとなる役で出演。大統領選の裏で金と権力の動きを追ったクライム映画『ザ・キング』では主人公の親友で暴力団員のチェ・ドゥイルを演じ存在感を発揮、1980年に韓国で実際に起こった民主化運動・光州事件を題材とした『タクシー運転手』ではデモに参加する大学生ジェシクを演じ、その後も『毒戦 BELIEVER』（2018年）など強い印象を残し、映画界に欠かせない実力派俳優となる。

## 出演作品

### ドラマ
- プロデューサー（2015年、KBS2） - チュ・ジョンヒョン 役
- 恋のスケッチ〜応答せよ1988〜（2015 - 2016年、tvN） - キム・ジョンファン 役
- 運勢ロマンス（朝鮮語版）（2016年、MBC） - チェ・スホ 役
- 人間失格（朝鮮語版）（2021年、JTBC） - ガンジェ 役
- The 8 Show ～極限のマネーショー～ （2024年、Netflix）- ぺ・ジンス 役（3階住人）

### 映画
- イントゥギ（朝鮮語版）（2013年） - 体育館員 役
- ソーシャルフォビア（朝鮮語版）（2015年） - BJヤンゲ 役
- ロボット: SORI (音)（朝鮮語版）（2016年） - 種のない苺 役
- 奴隷の島、消えた人々（朝鮮語版）（2016年） - ホ・ジフン 役
- グローリーデイ（2016年） - ユン・ジゴン 役
- 君が描く光（2016年） - パク・チョルホン 役
- 羊飼いたち（朝鮮語版）（2016年） - ドンチョル 役
- ザ・キング（朝鮮語版）（2017年） - チェ・ドゥイル 役
- タクシー運転手 約束は海を越えて（2017年） - ク・ジェシク 役
- 沈黙、愛（朝鮮語版）（2017年） - キム・ドンミョン 役
- リトル・フォレスト 春夏秋冬（2018年） - イ・ジェハ 役
- 毒戦 BELIEVER（2018年） - ソ・ヨンナク 役
- スピード・スクワッド ひき逃げ専門捜査班（朝鮮語版）（2019年） - ソ・ミンジェ / キム・ミンジェ 役
- 金の亡者たち（朝鮮語版）（2019年） - チョ・イルヒョン 役
- 鳳梧洞戦闘（朝鮮語版）（2019年） - イ・ジャンハ 役
- 宇宙+人（朝鮮語版）（2022年） - ムルグ 役
- 梟-フクロウ-（朝鮮語版）（2022年） - ギョンス 役

### バラエティ
- 花より青春（朝鮮語版） アフリカ篇（2016年、tvN）
- トラベラー（2019年、JTBC）

### ミュージック・ビデオ
- CLAZZIQUAI「Still I'm by Your Side」（2014年）
- リュ・ジュンヨル「어떻게」（2017年） ※スペシャル・クリップ

## 受賞歴
2015年
- KAFA FILMS 2015：立身揚名賞（『ソーシャルフォビア』）

2016年
- 第11回マックスムービー最高の映画賞：最高の男性新人俳優賞（『ソーシャルフォビア』）
- 第11回マックスムービー最高の映画賞：ライジングスター賞（『ソーシャルフォビア』）
- 大韓民国ファーストブランド大賞：人物部門 特別賞（『恋のスケッチ〜応答せよ1988〜』）
- 第10回ケーブルテレビ放送大賞：個人賞部門 ライジングスター（『恋のスケッチ〜応答せよ1988〜』）[11]
- 第52回百想芸術大賞：TV部門 男性新人演技賞（『恋のスケッチ〜応答せよ1988〜』）
- tvN10アワード：ホットな俳優賞（『恋のスケッチ〜応答せよ1988〜』）[12]
- 第1回アジア・アーティスト・アワード：ドラマ部門 新人賞（『恋のスケッチ〜応答せよ1988〜』『運勢ロマンス』）
- セレブズピック・ファッショニスタアワード：TVファッション部門
- MBC演技大賞：男性新人賞（『運勢ロマンス』）

2017年
- 自殺予防の日 保健福祉部長官表彰：表彰状[13]
- 第53回百想芸術大賞：映画部門 男性新人演技賞（『ザ・キング』）
- 第1回ザ・ソウル・アワード：映画部門 男優新人賞（『ザ・キング』）

2018年
- 第3回アジア・アーティスト・アワード：俳優部門 今年のアーティスト賞（『毒戦 BELIEVER』『リトル・フォレスト 春夏秋冬』）
- 第3回アジア・アーティスト・アワード：俳優部門 ベストポピュラー賞（『毒戦 BELIEVER』『リトル・フォレスト 春夏秋冬』）

2019年
- 第39回黄金撮影賞：撮影監督が選ぶ人気賞（『毒戦 BELIEVER』）
- 第19回大韓民国青少年映画祭：男性俳優部門 人気映画人賞（『鳳梧洞戦闘』『金の亡者たち』）
- 第4回ロンドン東アジア映画祭：ライジングスター賞（『金の亡者たち』）
- 第4回東亜ドットコム‘s PICK：スクリーン ホットRYU